# Basiliek van de Onbevlekte Ontvangenis (Lourdes)
De Basiliek van Onze-Lieve-Vrouw van de Onbevlekte Ontvangenis is de bovenste en als tweede gebouwde basiliek die deel uitmaakt van het Heiligdom van Onze-Lieve-Vrouw van Lourdes  van de Franse bedevaartplaats Lourdes.

## Ontstaan
Volgens de rooms-katholieke overlevering vroeg de Maagd Maria bij de Grot van Massabielle aan Bernadette Soubirous om een kapel te bouwen. Deze kapel en basiliek, De Crypte, die in 1866 in gebruik werd genomen, bleek al spoedig te klein voor de grote stroom pelgrims die op gang kwam.
Daarom werd er overgegaan op de bouw van een grotere kerk bovenop de kapel, de Basiliek van de Onbevlekte Ontvangenis. De architect was Hippolyte Durand. De kerk is in neogotische stijl gebouwd.
De kerk werd toegewijd aan Onze-Lieve-Vrouw van de Onbevlekte Ontvangenis. Het dogma van de Onbevlekte Ontvangenis van Maria was in 1854 door paus Pius IX ingesteld, wiens medaillon boven de ingang van de kerk prijkt.
De kerk werd in 1873 in gebruik genomen.
Omdat de Basiliek van de Onbevlekte Ontvangenis ook spoedig te klein werd, werd al voor het einde van de negentiende eeuw begonnen met de bouw van de Rozenkransbasiliek, de onderste van de drie kerken, die in 1901 in gebruik werd genomen. 
In 1958 kwam de Basiliek van Sint-Pius X gereed, onder het plein voor de Rozenkransbasiliek.